# Ingrians

Bandera dels ingrians

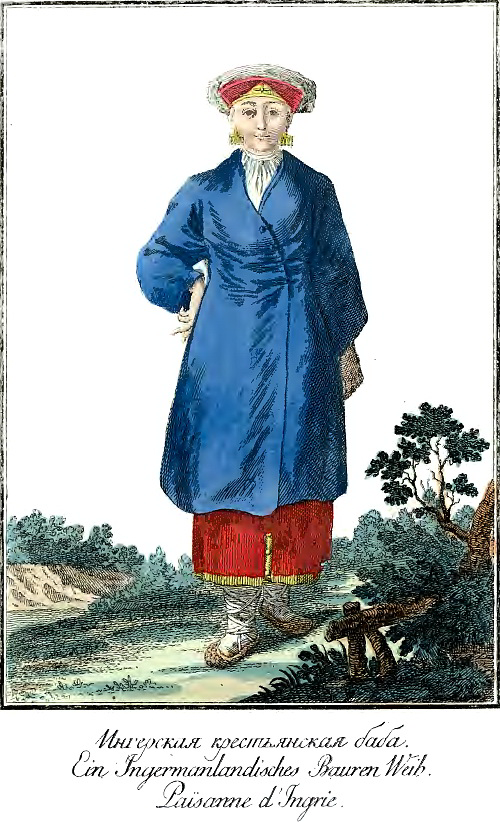
Una dona ingriana amb un vestit tradicional

Els ingrians (sg. inkerikot, isurit, ižoralaine, inkeroine, ižora, ingermans, ingers, ingrian, pl. ižoralaizet), són amb els vòtics un poble autòcton de l'Íngria.

## Història

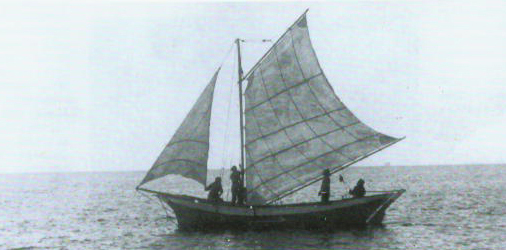
Laiba, un vaixell ingrià, al Golf de Finlàndia.

La història dels ingrians està lligada a la història d'Íngria. Se suposa que poc després de l'any 1000 els ijorians van passar de Carèlia a l'oest i al sud-oest. En 1478, la República de Nóvgorod, on els ingrians s'havien assentat, es va unir amb el Gran Ducat de Moscou, i alguns dels ingrians van ser traslladats cap a l'est. L'establiment de Sant Petersburg en 1703 va tenir una gran influència en la cultura ingriana. La Segona Guerra Mundial van tenir el major impacte en els ingrians, quan devastadores batalles (com el Setge de Leningrad) es van dur a terme al seu territori. Un gran nombre d'ingrians van morir durant la Segona Guerra Mundial, pel que, en honor d'ells, un batalló rebé el nom "batalló dels ingrians" (fou creat amb voluntaris per a la defensa de Sant Petersburg).
En 1848, Peter von Köppen va comptar 17.800 ingrians, i pels volts del 1926 hi havia 26.137 ingrians a la RSFSR. En el cens de 1959, però, només 1.100 ingrians van ser comptats a l'URSS. El 1989, 820 autodesignats ingrians, 302 dels quals eren parlants d'ingrià estaven registrats. 449 ingrians vivien al territori de l'URSS. D'acord amb el cens rus del 2002, hi havia 327 ingrians a Rússia, dels quals 177 vivien a l'óblast de Leningrad i 53 a Sant Petersburg. També hi havia 812 ingrians a Ucraïna d'acord amb Cens d'Ucraïna (2001) (més que en Federació Russa i Estònia en total) i altres 358 ingrians a Estònia.

## Llengua

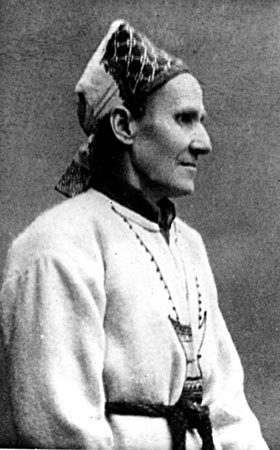
Larin Paraske, poeta oral ètnicament ingrià

El seu llenguatge, proper al carelià, és utilitzat principalment pels membres de la generació anterior. L'ingrià, juntament amb el finès, carelià i el vepse, pertany al grup baltofinès septentrional de les llengües ugrofineses, al seu torn pertanyents a la família de les llengües uralianes. L'ingrià està format per quatre dialectes: soikola, hevaha (o Heva), baix luuga i oredeii - dels noms de la península de Soikola (Soikinski) península i els rius Heva, Luuga (Lauga) i Óredej.
En 1932-1937, existia una ortografia basada en l'alfabet llatí per a l'ingrià, i s'ensenyava a les escoles de la Península de Soikino i l'àrea al voltant de la desembocadura del riu Luga. Es van publicar diversos llibres de text,incloent, en 1936, una gramàtica de la llengua. No obstant això, en 1937 el llenguatge escrit ingrià es va abolir i va començar la repressió massiva de la pagesia.
Els ingrians i el vòtics són en general ortodoxos, mentre que els altres baltofinesos habitants d'Íngria, els ingrians finlandesos, són en general luterans. Hi ha algunes tradicions pre-cristianes, també.